# Кувелаи
Кувелаи — река в южной Африке. Протекает по территории Анголы и Намибии. Площадь водосборного бассейна реки составляет 159620 км².
Начинается в междуречье рек Калонга и Бале западнее населённого пункта Камбулуло. Течёт сначала на юго-запад через населённые пункты Шиполокосо, Виньяте, Бамби, Калукуве, Какупа, Мушамбе, Кувелаи, затем поворачивает на юг. Ниже Камбалалы — пересыхает. Около Эвале входит в болотистую местность, где делится на пересыхающие протоки, образуя внутреннюю дельту Кувелаи. Теряется в болотах между Эвале и Онживой. Протекающие по болотам протоки собираются в водоток Экума и впадают в Этошу.
По верховьям реки проходит граница провинций Кунене и Уила.
Крупные притоки — Нануно (лв.), Бамби (лв.).